# Nodirbek Abdusattorov
Nodirbek Abdusattorov (* 18. září 2004 v Taškentu) je uzbecký šachový velmistr a úřadující mistr světa v rapid šachu, nejmladší držitel tohoto titulu v historii. Jako zázračné šachové dítě získal v dubnu 2018 titul velmistra ve věku 13 let, 1 měsíce a 11 dnů.

## Šachová kariéra
V roce 2012 Abdusattorov vyhrál divizi na mistrovství světa mládeže v šachu v kategorii hráčů do 8 let ve slovinském Mariboru. V roce 2014, ve svých devíti letech, porazil dva velmistry na 8. turnaji Memoriálu Georgije Agzamova, který se konal v jeho rodném městě Taškentu. Dne 26. června 2020 se Abdusattorov umístil na 2. až 6. místě v 1. memoriálu Muchtara Ismagambetova (otce velmistra Anuara) spolu se Šachrijarem Mamedjarovem a dalšími třemi šachisty se skóre 8,5/11.
V dubnu 2015 se ve věku jedenácti let stal nejmladším hráčem, který se dostal mezi 100 nejlepších juniorů v ratingové listině FIDE.
V roce 2021 Abdusattorov zvítězil v první skupině turnaje PNWCC Super G60, který organizuje Pacific Northwest Chess Center ve hře na 60 minut. Abdusattorov se poté kvalifikoval na Světový pohár v šachu 2021 jako 68. nasazený a po vítězství nad Anišem Girim 3–1 v tiebreaku třetího kola byl ve 4. kole vyřazen Vasifem Durarbajlim z Ázerbájdžánu 4–2. V září 2021 obsadil Abdusattorov 2. místo (za Anišem Girim) na Tolstého poháru pořádaném Státním muzeem Lva Tolstého „Jasná Poljana“ a Ruskou šachovou federací.
V prosinci 2021 vyhrál po závěrečném play-off El Llobregat Open v Barceloně se skóre 7,0/9. Na to navázal dalším vítězstvím v otevřeném turnaji v Katalánsku, když vyhrál Sitges Open se skóre 8,0/10 a porazil Ivana Čeparinova a Dmitrije Kollarse v bleskových tiebreacích.
V prosinci 2021 se Abdusattorov zúčastnil Mistrovství světa v rapid šachu 2021, kde dosáhl spolu s dalšími třemi hráči nejvyšší skóre 9,5/13, přičemž porazil mimo jiné úřadujícího mistra světa v šachu Magnuse Carlsena. Po následném vítězství 1,5/2 v tie-breaku nad Janem Něpomňaščim se Abdusattorov stal absolutním vítězem celého turnaje a zároveň nejmladším mistrem světa v rapid šachu v historii a nejmladším mistrem světa ve třech uznávaných formátech časové kontroly vůbec.